# Wahlen in Sambia 2011
Am 20. September 2011 fanden allgemeine Wahlen in Sambia statt. Gewählt wurde die Nationalversammlung und der Präsident Sambias. Die Präsidentschaftswahl gewann der Kandidat der Patriotic Front (PF) Michael Sata, dessen Partei auch zur stärksten Partei in der Nationalversammlung avancierte.

## Vorgeschichte
Seit dem Übergang vom Einparteien- zu einem Mehrparteiensystem im Jahr 1990 war die Politik Sambias durch das Movement for Multi-Party Democracy (MMD) dominiert worden. Die Parlamentswahl 2006 hatte das MMD und dessen Präsidentschaftskandidat Levy Mwanawasa jeweils mit relativer Mehrheit gewonnen. Jedoch verstarb Präsident Mwanawasa am 19. August 2008, so dass am 30. Oktober 2008 eine vorgezogene Präsidentschaftswahl stattfand, die der MMD-Kandidat und bisherige Vizepräsident Rupiah Banda mit relativer Mehrheit gewann. In den Jahren 2010 und 2011 erlebte Sambia aufgrund der gestiegenen Kupferpreise ein Wirtschaftswachstum von etwa 7 Prozent jährlich. Trotzdem lebten etwa 60 Prozent der Einwohner mit einem Einkommen unter 2 US$ täglich.

### Versuchte Verfassungsreform
Seit 2003 hatte es offizielle Bestrebungen gegeben, die Verfassung Sambias zu reformieren. Die dazu gebildete Nationale Verfassungskonferenz (National Constitutional Conference) hatte zwischen 2007 und 2010 einen Entwurf für eine neue Verfassung ausgearbeitet. Die Änderungen sahen ein Referendum über die Einführung eines absoluten Mehrheitswahlsystems für die Präsidentschaftswahlen vor, sowie die Einführung eines gemischten Verhältniswahlsystems für die Wahlen zur Nationalversammlung, die Erhöhung der Zahl der Parlamentsabgeordneten, feste Wahltermine, neue Vorschriften für die Wahlkampffinanzierung der politischen Parteien, Transparenz und Rechenschaftspflicht und eine Überarbeitung der Befugnisse und des Ernennungsverfahrens der sambischen Wahlkommission. Bei der entscheidenden Abstimmung in der Nationalversammlung am 29. März 2011 verfehlte das Gesetz zur Verfassungsänderung jedoch die erforderliche Zweidrittelmehrheit um zehn Stimmen. Die Mehrheit der PF-Abgeordneten stimmten gegen das Gesetz und die UPND-Abgeordneten enthielten sich. Die PF stellte die Legitimität der Nationalen Verfassungskonferenz in Frage und die United Party for National Development (UPND) kritisierte das Fehlen einiger zusätzlicher Änderungen. Alle größeren Parteien versicherten im Wahlkampf, dass sie nach der Wahl das Projekt der Verfassungsreform wieder aufgreifen würden.

### Kandidaten und Parteien
In den 150 Wahlkreisen traten insgesamt 769 Kandidaten an. 140 Kandidaten waren Parteilose. Unter den 769 Kandidaten befanden sich 111 Frauen (14 %). 20 politische Parteien stellten Wahlkreiskandidaten auf. Das MMD stellte Kandidaten in allen Wahlkreisen auf, die PF 148 und die UPND 136. Im Vorfeld der Wahl kam es 2010 zu einem Wahlbündnis zwischen PF und UPND, das sich allerdings vor der Wahl aufgrund politischer Differenzen zerstritt. Am 7. März 2011 gab UPND-Parteiführer Hakainde Hichilema den Rückzug der UPND aus dem Wahlbündnis bekannt.
Für das Präsidentenamt kandidierten 10 Personen (neun Männer, eine Frau). Die aussichtsreichsten Präsidentschaftskandidaten waren der Amtsinhaber Rupiah Banda (MMD), Michael Sata als Kandidat der Patriotic Front (PF) und Hakainde Hichilema von der United Party for National Development (UPND). Sata hatte bereits bei den Präsidentschaftswahlen in den Jahren 2001, 2006 und 2008 kandidiert und Hichilema in den Jahren 2006 und 2008. 
| Kandidat           | Partei                                       |
| ------------------ | -------------------------------------------- |
| Rupiah Banda       | Movement for Multi-Party Democracy (MMD)     |
| Elias Chipimo      | National Restoration Party (NAREP)           |
| Hakainde Hichilema | United Party for National Development (UPND) |
| Tilyenji Kaunda    | United National Independence Party (UNIP)    |
| Ng'andu Magande    | National Movement for Progress (NMP)         |
| Charles Milupi     | Alliance for Development and Democracy (ADD) |
| Godfrey Miyanda    | Heritage Party (HERITAGE)                    |
| Fredrick Mutesa    | Zambia for Empowerment and Development (ZED) |
| Edith Nawakwi      | Forum for Democracy and Development (FDD)    |
| Michael Sata       | Patriotic Front (PF)                         |

Spitzenkandidaten der drei großen Parteien
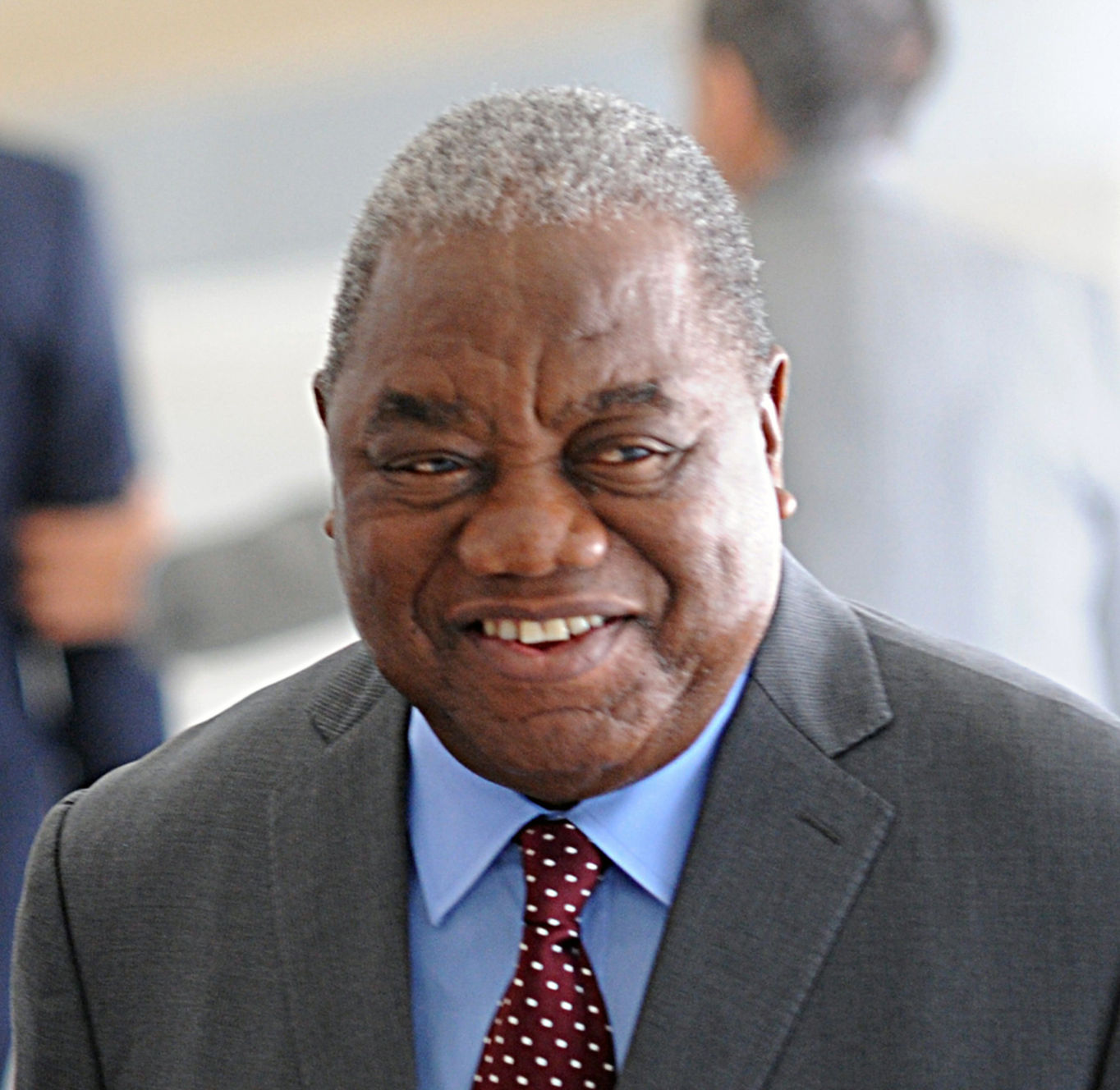
Rupiah Banda, amtierender Präsident (MMD)
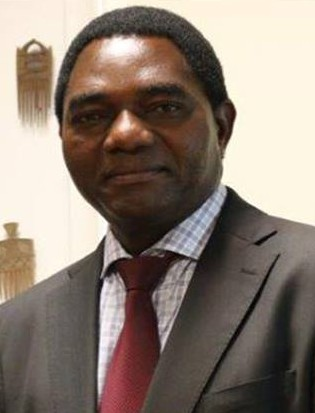
Hakainde Hichilema (UPND)
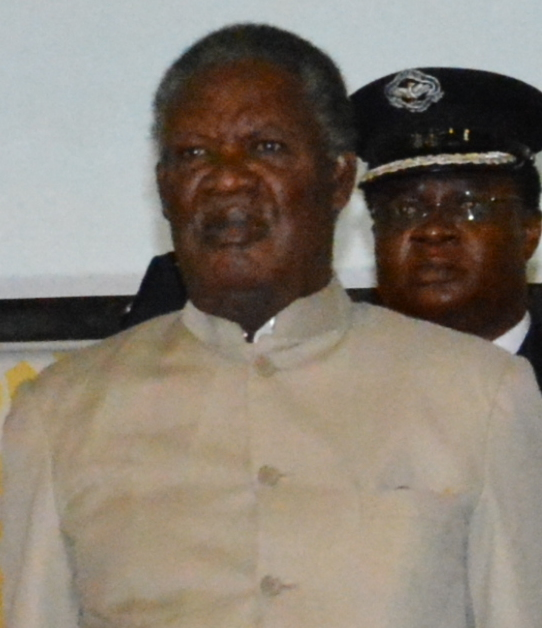
Michael Sata (PF)

## Wahlsystem
Wahlberechtigt waren alle Staatsbürger Sambias, die mindestens 18 Jahre alt waren und sich für die Wahl registriert hatten. Die letzte Aktualisierung des Wählerregisters hatte im Jahr 2005 stattgefunden. Vor der Wahl begann die Wahlkommission mit der erneuten Aktualisierung. Die Wähler wurden durch mobile Registrierungseinheiten im Zeitraum vom 21. Juni bis zum 30. November 2010 und vom 10. bis 31. März 2011 mit Fotos und Fingerabdrücken registriert. Zwischen dem 30. Mai und 12. Juni 2011 konnten die registrierten Wähler ihre Details im Wählerregister bestätigen. Bei der Zertifizierung des Wählerregisters durch die Wahlkommission am 31. Juli 2011 enthielt das Register 5.167.174 Wahlberechtigte. 1,2 Millionen Personen waren neu registriert worden.
Die 150 Abgeordneten der Nationalversammlung wurden in ebenso vielen Wahlkreisen in einfacher Mehrheitswahl gewählt. Kandidaten mussten mindestens 21 Jahre alt, des Lesens und Schreibens kundig und sambische Staatsbürger sein. Angehörige der Sicherheitskräfte (Polizei, Armee), Staatsangestellte oder Lehrer durften nicht kandidieren. Die Registrierungsfrist endete am 14. August 2011. Die letzte Anpassung der Wahlkreisgrenzen hatte es vor den Wahlen 1991 gegeben. Im Oktober 2010 begann die Wahlkommission in Zusammenhang mit den Plänen zur Einführung einer neuen Verfassung mit einer Evaluation der bisherigen Wahlkreisgrenzen. Da die Verfassungsänderung nicht zur Ausführung gelangte, wurden auch die Pläne zur Wahlkreisneuordnung auf Eis gelegt. Im August 2011 gab es kleinere Änderungen bei fünf Wahlkreisen in der Nord- und Nordwestprovinz in Zusammenhang mit der Neubildung von zwei Distrikten. 
Es gab erhebliche Unterschiede in der Zahl der Wähler pro Wahlkreis. Beispielsweise hatte der Wahlkreis Zambezi West in  der Nordwestprovinz eine Einwohnerzahl von 21.896 und der Wahlkreis Kanyama in der Provinz Lusaka eine von 366.170.
Die Wahlen wurde vom 12. August bis 8. Oktober 2011 durch eine Mission der Europäischen Union unter Leitung der EU-Parlamentarierin María Muñiz de Urquiza vor Ort beobachtet. Die EU-Mission umfasste 120 Beobachter aus 27 EU-Mitgliedsstaaten und Kanada sowie Norwegen. Die Mission wurde durch eine Delegation des Europaparlaments unter Leitung von David Martin begleitet. Eine aus 18 Personen bestehende Mission des Commonwealth unter der Leitung des nigerianischen Politikers Yakubu Gowon beobachtete ebenfalls vor Ort die Wahlen. Außerdem wurde über  die Wahlen durch kleinere Organisationen und zivilgesellschaftliche Organisationen aus dem In- und Ausland beobachtet. Beispielsweise entsandte die Civil Society Election Coalition 2011, eine Dachorganisation von acht zivilgesellschaftlichen und religiösen Gruppen, mehr als 9000 Beobachter in die Wahllokale, um den geordneten Ablauf der Wahlen zu überwachen.

## Wahlkampf
Die offizielle Wahlkampfphase begann am 29. Juli 2011 und endete zwei Tage vor dem Wahltermin am 18. September 2011. Der Wahlkampf wurde von den Beobachtern als sehr kompetitiv und engagiert, und im Wesentlichen gewaltfrei beschrieben. Die von den größeren Parteien abgehaltenen zahlreichen Wahlkampfveranstaltungen fanden größtenteils in friedlicher und festlicher Stimmung statt. Aufstachelnde Reden mit persönlichen verbalen Angriffen wurden vor allem von den Veranstaltungen der PF und des MMD berichtet. Wahlkampf gab es auch in Form von Tür-zu-Tür-Werbung, über Plakate, Handzettel und über die sozialen Medien.
Das regierende MDD bestritt seinen Wahlkampf vor allem mit Wirtschaftsthemen und mit dem Argument der politischen Stabilität. Es betonte die Errungenschaften, darunter ein für 2011 prognostiziertes reales BIP-Wachstum von sieben Prozent, landwirtschaftliche Betriebsmittel, die zu Rekordernten geführt hätten, Infrastrukturinvestitionen, darunter neue Schulen, Straßen und Krankenhäuser, und Sambias jüngste Einstufung als Land mit mittlerem Einkommen im unteren Bereich durch die Weltbank. Das MMD lehnte die Wiedereinführung einer Steuer auf Bergbauunternehmen mit der Begründung ab, dass dies ausländische Investitionen und die Schaffung von Arbeitsplätzen behindern würde. Die Patriotic Front führte ihren Wahlkampf in einer populistischen und nationalistischen Manier. Ihre Kernbotschaften waren die dringende Notwendigkeit von Veränderungen, die Schaffung von Arbeitsplätzen, die Verkleinerung der Regierung, die Bekämpfung der Korruption, die Wiedereinführung einer Sondersteuer für Bergbauunternehmen und die Verpflichtung ausländischer Unternehmen zur Verbesserung der Arbeitsbedingungen und der Bildung. Außerdem versprach die PF ein Sofortprogramm direkt nach der Wahl zum Bau neuer Straßen und zur Verbesserung der Gesundheitsversorgung. Die dritte große Partei, die UPND, warb mit dem Ziel der Arbeitsplatzschaffung. Sie versprach eine Verbesserung der Gesundheitsversorgung und der Ernährungssicherheit, verstärkte Investitionen in die Bildung und eine kompetente Regierungsmannschaft.
Die drei großen Tageszeitungen Zambia Daily Mail, Times of Zambia und The Post hatten eine Gesamtauflage von etwa 60.000. Die beiden erstgenannten waren in staatlichem Besitz und berichteten überwiegend im Sinne der Regierung, während die in Privatbesitz befindliche letztgenannte und bei weitem auflagenstärkste die Patriotic Front unterstützte. Die staatliche Zambia National Broadcasting Corporation (ZNBC) berichtete im Urteil der Wahlbeobachter in einer einseitigen regierungsfreundlichen Weise und wurde von der oppositionellen PF boykottiert. In den mehr als 40 privaten Radiostationen gab es eine deutlich größere Meinungsvielfalt.
Am Wahltag waren die 6.546 Wahllokale von 6:00 bis 18:00 Uhr geöffnet. Die externen Wahlbeobachter lobten die professionelle und korrekte Durchführung der Wahlen durch das lokale Personal. Im Allgemeinen verlief die Wahl mit wenigen Ausnahmen geordnet und gewaltfrei. Im Wahlkreis Kanyama (Provinz Lusaka) kam es zu Unruhen, bei denen ein Fahrzeug der Wahlkommission in Brand gesetzt wurde. In einigen Wahllokalen des Wahlkreises Lukulu West (Westprovinz) konnte nicht gewählt werden, da die Wahlunterlagen nicht rechtzeitig ausgeliefert worden waren. Die Wahl fand einen Tag später, am 21. September 2011, statt.

## Ergebnisse

### Präsidentschaftswahl
Die Ergebnisse der Präsidentschaftswahl wurden durch die Wahlkommission am 23. September 2011 bekanntgegeben. Die Wahlbeteiligung lag bei 53,98 %. 56.678 Stimmen (2,03 %) waren ungültig.
| Kandidat           | Partei    | Stimmen   | in %     |
| ------------------ | --------- | --------- | -------- |
| Michael Sata       | PF        | 1.170.966 | 42,85 %  |
| Rupiah Banda       | MMD       | 987.866   | 36,15 %  |
| Hakainde Hichilema | UPND      | 506.763   | 18,54 %  |
| Charles Milupi     | ADD       | 26.270    | 0,96 %   |
| Elias Chipimo      | NAREP     | 10.672    | 0,39 %   |
| Tilyenji Kaunda    | UNIP      | 9.950     | 0,36 %   |
| Edith Nawakwi      | FDD       | 6.833     | 0,25 %   |
| Ng’andu Magande    | NMP       | 6.344     | 0,23 %   |
| Godfrey Miyanda    | Heritage  | 4.730     | 0,17 %   |
| Fredrick Mutesa    | ZED       | 2.268     | 0,08 %   |
| Insgesamt          | Insgesamt | 2.732.662 | 100.00 % |

### Wahl zur Nationalversammlung

Wahlkreisgewinner bei der Wahl zur Nationalversammlung

Am 20. September 2011 fanden Wahlen in 148 Wahlkreisen statt. Die Wahlen in den Wahlkreisen Magoye (Südprovinz) und Nakonde (Nordprovinz) wurden verschoben, da jeweils einer der Kandidaten während des Wahlkampfs verstorben war. Die Nachwahlen am 28. November 2011 gewann in Magoye der Kandidat der UPND und in Nakonde der Kandidat der Patriotic Front.
- PF: 61
- MMD: 55
- UPND: 29
- Unabh.: 3
- ADD: 1
- FDD: 1

| Partei | Partei                                       | Mandate | in %    | Änderung zu 2006 |
| ------ | -------------------------------------------- | ------- | ------- | ---------------- |
|        | Patriotic Front (PF)                         | 061     | 040,7 % | ▲19              |
|        | Movement for Multi-Party Democracy (MMD)     | 055     | 036,7 % | ▼19              |
|        | United Party for National Development (UPND) | 029     | 019,3 % | ▲8               |
|        | Alliance for Development and Democracy (ADD) | 01      | 00,7 %  | (neu)            |
|        | Forum for Democracy and Development (FDD)    | 01      | 00,7 %  | ▲1               |
|        | Unabhängige (IND)                            | 03      | 02,0 %  | ▬                |
| Gesamt | Gesamt                                       | 150     | 100,0 % | –                |

1. ↑  Bei der Wahl 2006 trat die UPND im Verbund der United Democratic Alliance (UDA) an. Die UDA gewann damals 26 Mandate, davon 21 die UPND.

| Provinzen       | PF | MMD | UPND | ADD | FDD | Parteilose |
| --------------- | -- | --- | ---- | --- | --- | ---------- |
| Zentralprovinz  | 03 | 09  | 02   | 0   | 0   | 0          |
| Copperbelt      | 18 | 04  | 0    | 0   | 0   | 0          |
| Ostprovinz      | 01 | 15  | 0    | 0   | 1   | 2          |
| Luapula         | 13 | 01  | 0    | 0   | 0   | 0          |
| Lusaka          | 08 | 04  | 0    | 0   | 0   | 0          |
| Nordprovinz     | 16 | 04  | 0    | 0   | 0   | 1          |
| Nordwestprovinz | 0  | 09  | 03   | 0   | 0   | 0          |
| Südprovinz      | 0  | 01  | 18   | 0   | 0   | 0          |
| Westprovinz     | 02 | 08  | 06   | 1   | 0   | 0          |
| Gesamt          | 61 | 55  | 29   | 1   | 1   | 3          |

## Nach den Wahlen
Die Präsidentschaftswahl wurde vom Kandidaten der Patriotic Front Michael Sata gewonnen. Sata war der erste Präsident Sambias seit der Einführung eines Mehrparteiensystems 1990, der nicht dem Movement for Multi-Party Democracy (MMD) angehörte. Sata gewann allerdings nur die relative Mehrheit von knapp 43 Prozent der Stimmen. Alle politischen Parteien akzeptierten den Wahlsieg Satas und am 23. September 2011 wurde er für das Präsidentenamt vereidigt. Die Wahlbeteiligung war mit 53,98 Prozent deutlich niedriger als 2006 (damals 70,77 Prozent). Es zeigten sich ausgeprägte regionale Schwerpunkte in den Stimmengewinnen der Parteien. Das MMD hatte seine Hochburgen im Westen und Nordwesten, sowie im Osten. Die PF gewann ihre Wähler vor allem in städtischen Zentren (Lusaka, Region Copperbelt) und den Bemba-sprachigen Regionen. Die UPND gewann alle Wahlkreise bis auf einen der Südprovinz.